# 김윤희 (희극인)
김윤희(1967년 8월 8일(1967년 음력 7월 3일) ~ )는 대한민국의 희극인이다.
1988년 연극배우 첫 데뷔한 그녀는 1992년 SBS 서울방송 공채 1기 개그맨 정식 데뷔하였다.

## 학력
- 국립국악고등학교 (졸업)
- 이화여자대학교 국악학과 (학사)

## 출연 작품

### 드라마 & 시트콤
- 시트콤 여자 대 여자 (MBC)
- 코믹 드라마 러브 러브 (ITV)

### TV 프로그램
- 좋은 아침 (SBS)
- 가족오락관 (KBS1)

### 라디오
- 즐거운 주말아침입니다 (경인교통방송)
- TBN 차차차 (경인교통방송)